# Recilia bilineatus
Recilia bilineatus là loài bọ thuộc họ Cicadellidae đặc hữu ở Ấn Độ.